# 安置
| ウィキペディアには「安置」という見出しの百科事典記事はありません（タイトルに「安置」を含むページの一覧/「安置」で始まるページの一覧）。 代わりにウィクショナリーのページ「安置」が役に立つかもしれません。 |